# Mosheim
Mosheim is een plaats (town) in de Amerikaanse staat Tennessee, en valt bestuurlijk gezien onder Greene County.

## Demografie
Bij de volkstelling in 2000 werd het aantal inwoners vastgesteld op 1749.
In 2006 is het aantal inwoners door het United States Census Bureau geschat op 2036, een stijging van 287 (16,4%).

## Geografie
Volgens het United States Census Bureau beslaat de plaats een oppervlakte van
11,0 km², geheel bestaande uit land. Mosheim ligt op ongeveer 339 m boven zeeniveau.

## Plaatsen in de nabije omgeving
De onderstaande figuur toont nabijgelegen plaatsen in een straal van 24 km rond Mosheim.